# Бульвар Узварас

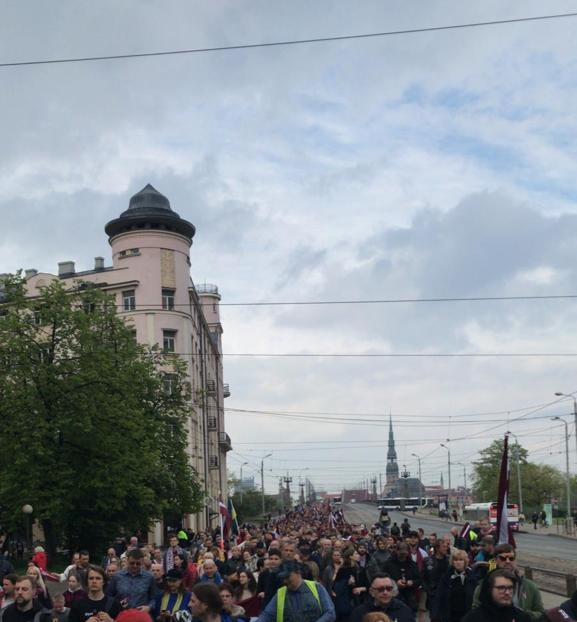
Шествие за снос памятника освободителям Риги после начала российского вторжения в Украину

Бульвар У́зварас (латыш. Uzvaras bulvāris — «бульвар Победы») — улица в Земгальском предместье города Риги. Пролегает в юго-западном направлении от Каменного моста до улицы Ояра Вациеша по границе исторических районов Агенскалнс и Торнякалнс, пересекая речку Марупите. В официальных источниках Каменный мост также рассматривается как часть бульвара Узварас; вместе с мостом длина бульвара составляет 1800 метров.
На всём протяжении бульвара середина его проезжей части замощена булыжником, здесь проложена двухпутная трамвайная линия. По обеим сторонам булыжной части устроены асфальтированные полосы движения для автомобильного транспорта.
Движение двустороннее. Курсируют многие маршруты всех видов общественного транспорта.

## История
Старейшее известное название нынешнего бульвара Узварас — Школьная улица (нем. Schulenstrasse), впервые встречающееся в 1867 году. Оно связано с начальной («элементарной») школой К. Менцелиса, открытой здесь ещё в 1773 году. В 1885 году улица получила новое название — Шхунная (нем. Schoonerstrasse, латыш. Šoneru iela), а современное название — в 1936 году (по расположенному здесь парку Победы). В годы немецкой оккупации (1942—1944) бульвар носил название Siegestrasse (с нем. — «улица Победы», латыш. Uzvaras iela).
Первоначально бывшая Школьная улица пролегала лишь от 1-й Амбарной улицы (ныне ул. Кугю) до 3-й Амбарной (ныне ул. Валгума). В 1867 году доходила уже до Ранковой дамбы, в 1896 была продлена до Понтонного моста, а в 1900 — до Большой Альтонской улицы (ныне улица Ояра Вациеша), то есть приобрела современные границы.

## Примечательные объекты
- Бульвар Узварас застроен лишь на своём начальном отрезке, прилегающем к мосту. Дальняя часть бульвара служит восточной границей парка Победы.
- По чётной стороне бульвара, на месте дома № 2, в 2008—2014 годах построено здание Латвийской Национальной библиотеки («Замок света», ул. Мукусалас, 3).
- Первое здание по нечётной стороне — старинный жилой дом (ул. Кугю, 11) — памятник архитектуры государственного значения[5].
- Дом 2а — музей истории Латвийской железной дороги.
- Дом 9 — старинное школьное здание (1910, арх. Р. Г. Шмелинг), ныне используемое в коммерческих целях[6].
- Дом 10 — спортивная база «Аркадия» (ранее — дом спорта «Локомотив»[3]).

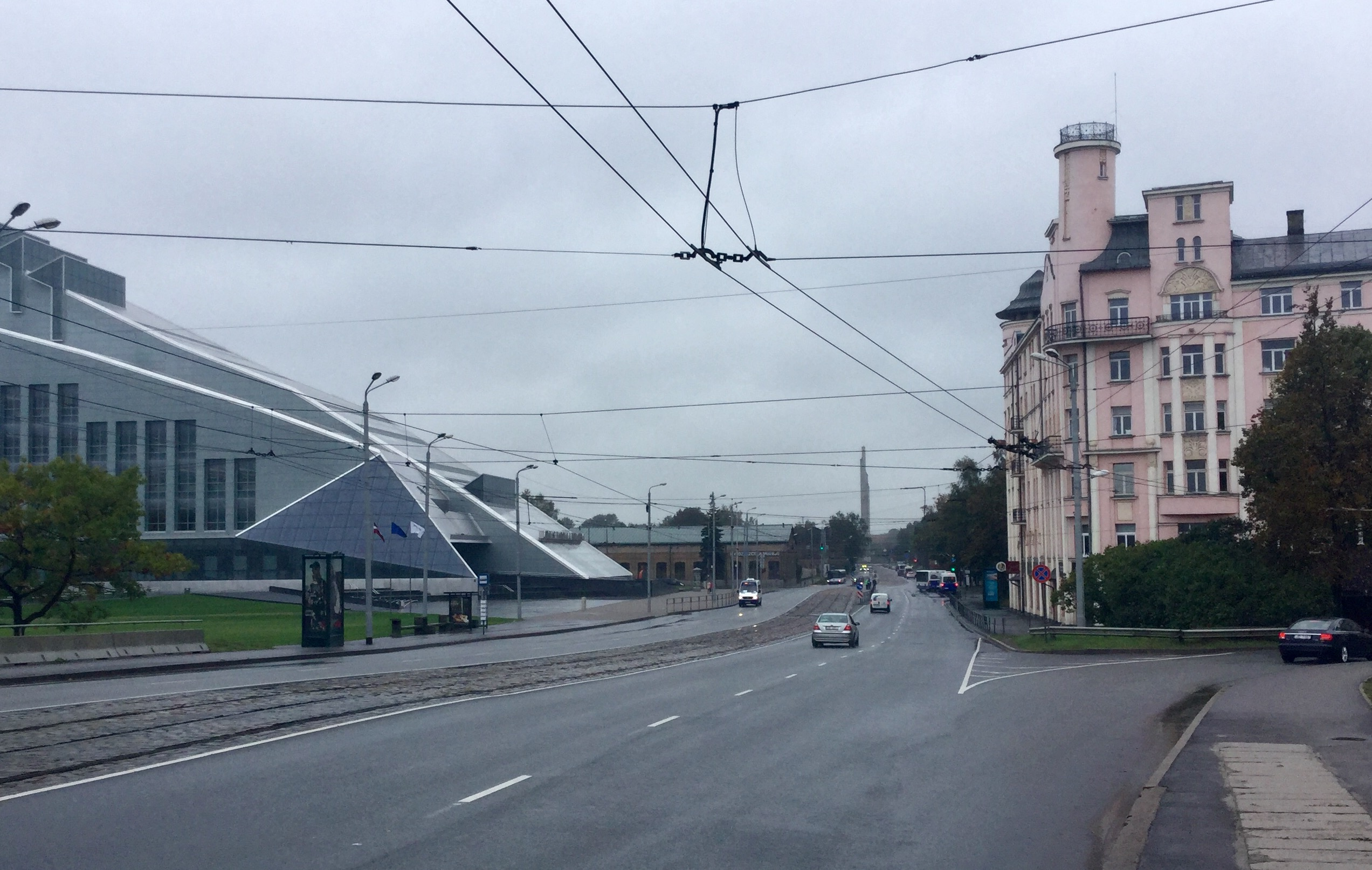
Вид вдоль бульвара на парк Победы
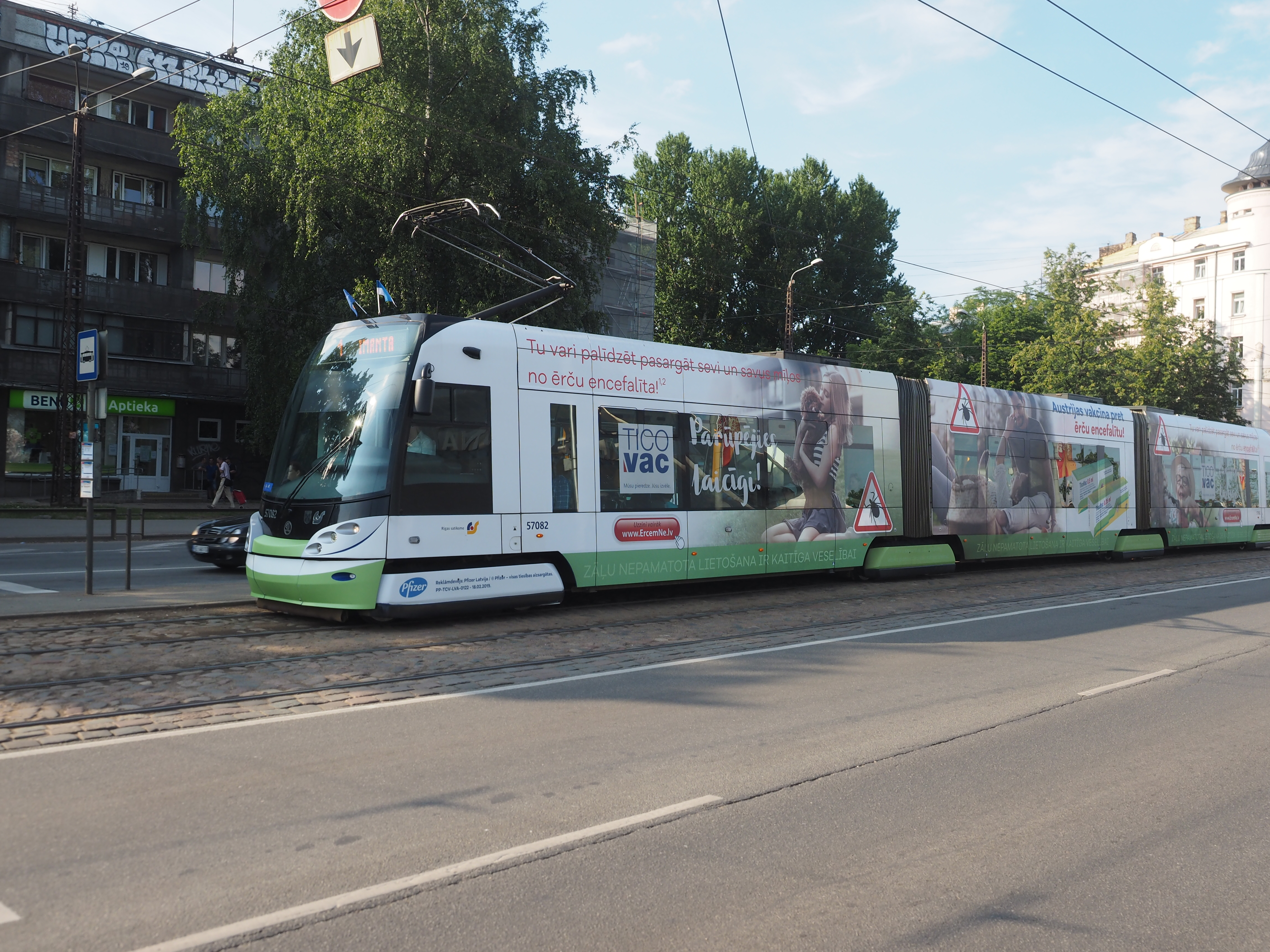
Трамвай маршрута № 1
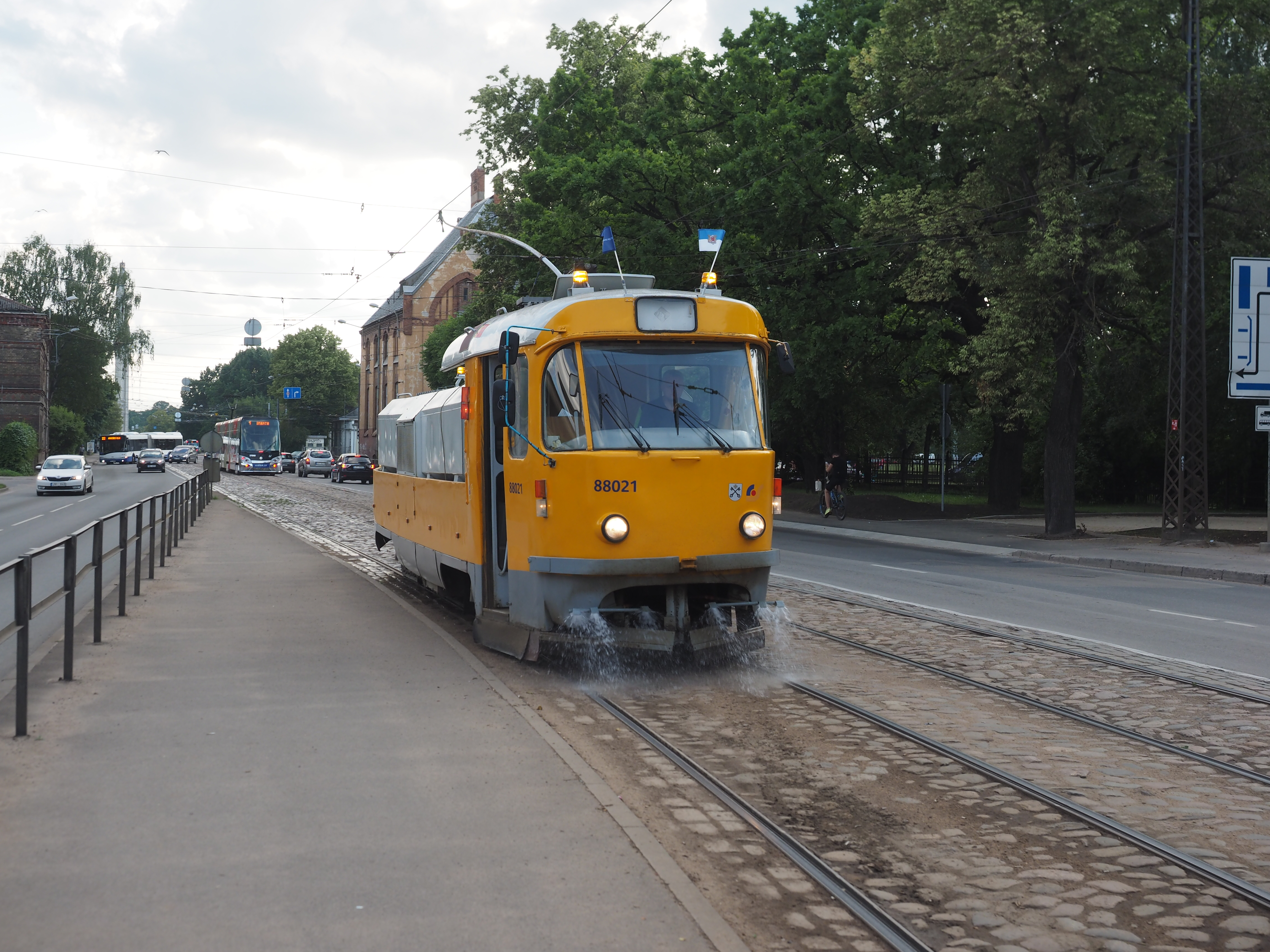
Уборка трамвайных путей
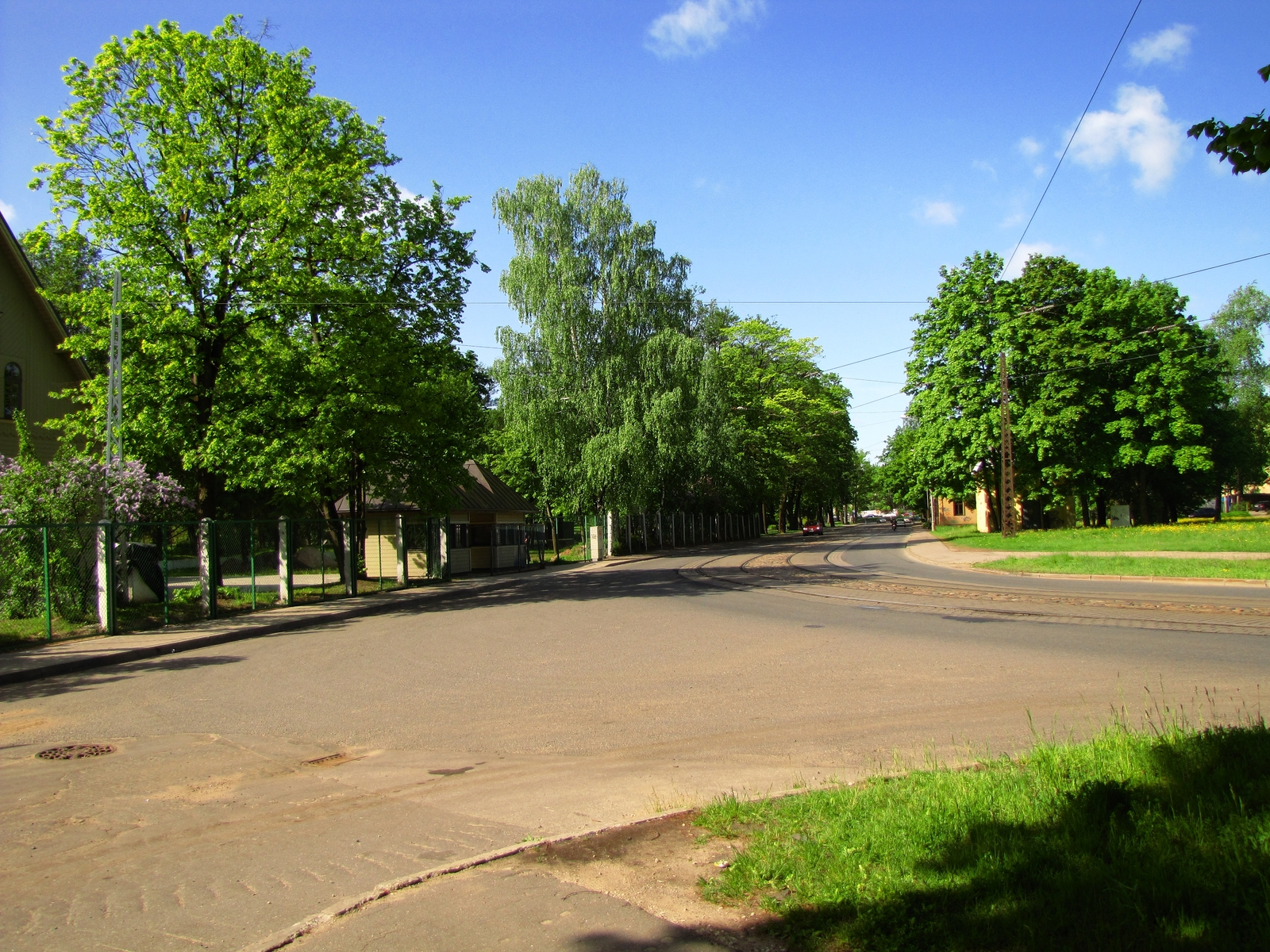
Дальняя часть бульвара
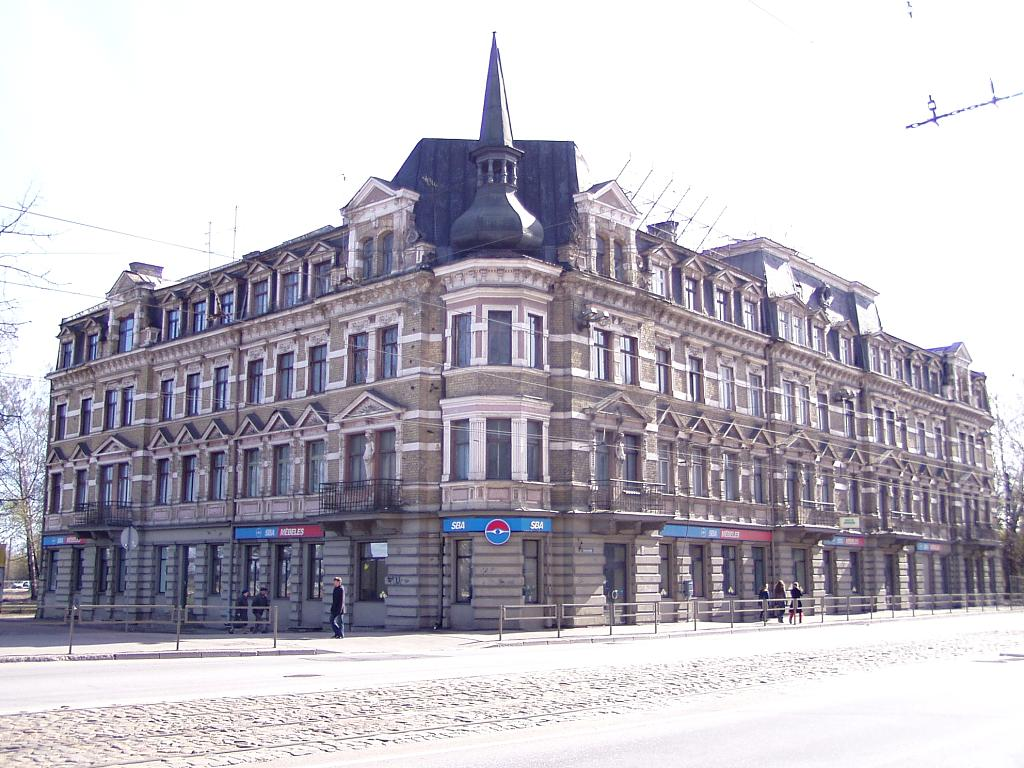
Дом № 2 (фото 2007 г.)
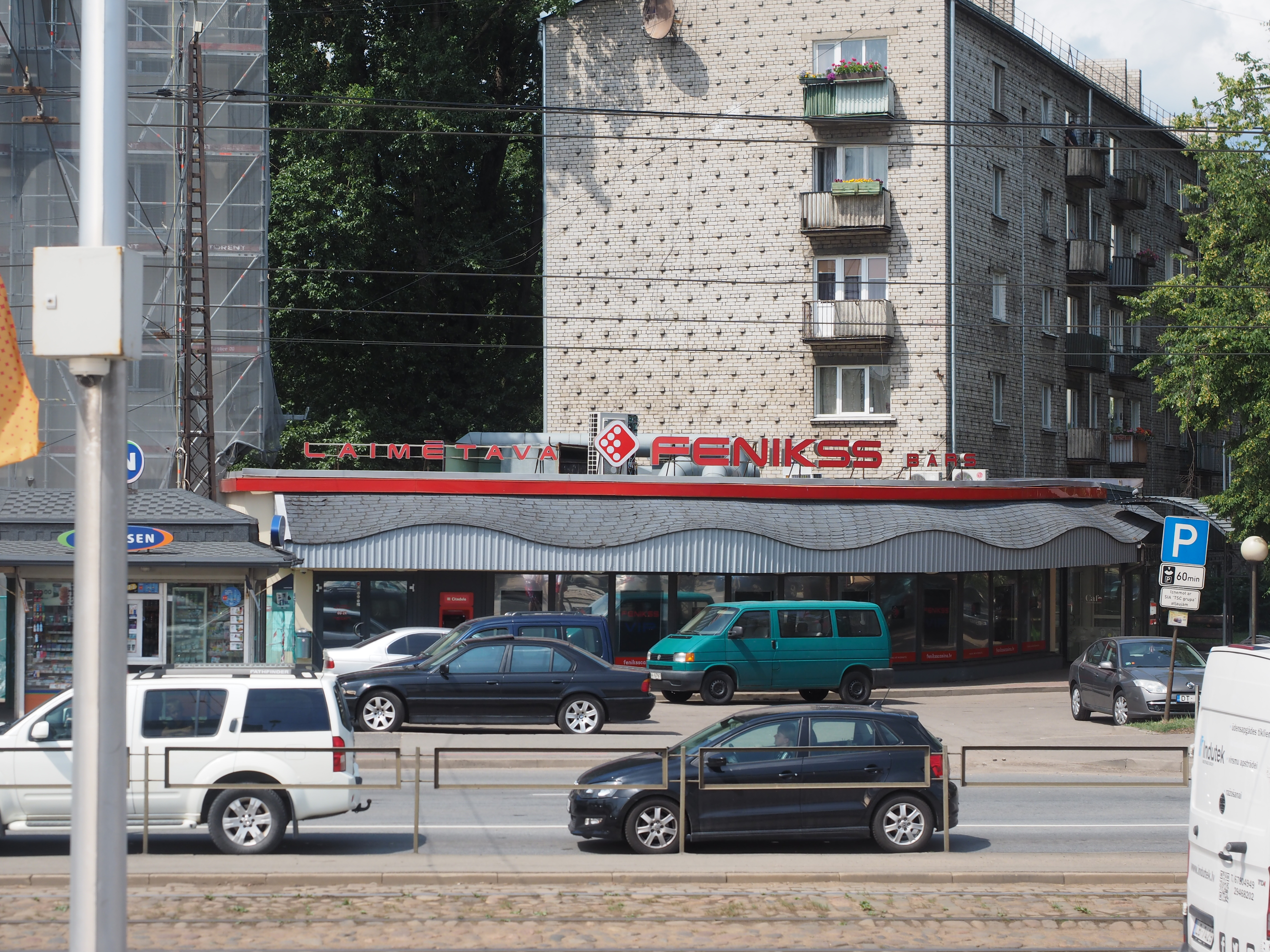
Застройка советского периода

## Прилегающие улицы
Бульвар Узварас пересекается со следующими улицами:
- улица Мукусалас
- улица Кугю
- улица Валгума
- Ранькя дамбис
- улица Слокас
- улица Ояра Вациеша
- улица Бариню
- улица Ояра Вациеша